# Conotrachelus lutulentus
Conotrachelus lutulentus – gatunek chrząszcza z rodziny ryjkowcowatych.

## Zasięg występowania
Ameryka Południowa, występuje w Brazylii.

## Budowa ciała
Przednia krawędź pokryw nieznacznie szersza od przedplecza. Pokrywy grubo punktowane.
Ubarwienie ciała brązowe z ciemnymi i białymi plamkami.